# Явір
Я́вір (Acer pseudoplatanus) — вид деревних рослин родини сапіндових (Sapindaceae); до інших назв належать також білий клен, клен-явір, клен несправжньоплатановий, клен туполистий, клен гірський. Поширений в Європі та Малій Азії. Ряд рідкісних угруповань явору занесені до Зеленої книги України.
Від назви цього дерева утворено чоловіче ім'я Явір (наразі поширене переважно серед південних слов'ян), різноманітні прізвища, назви населених пунктів (найчастіше на території розселення західних та південних слов'ян, а також в Галичині та Закарпатті).

## Опис

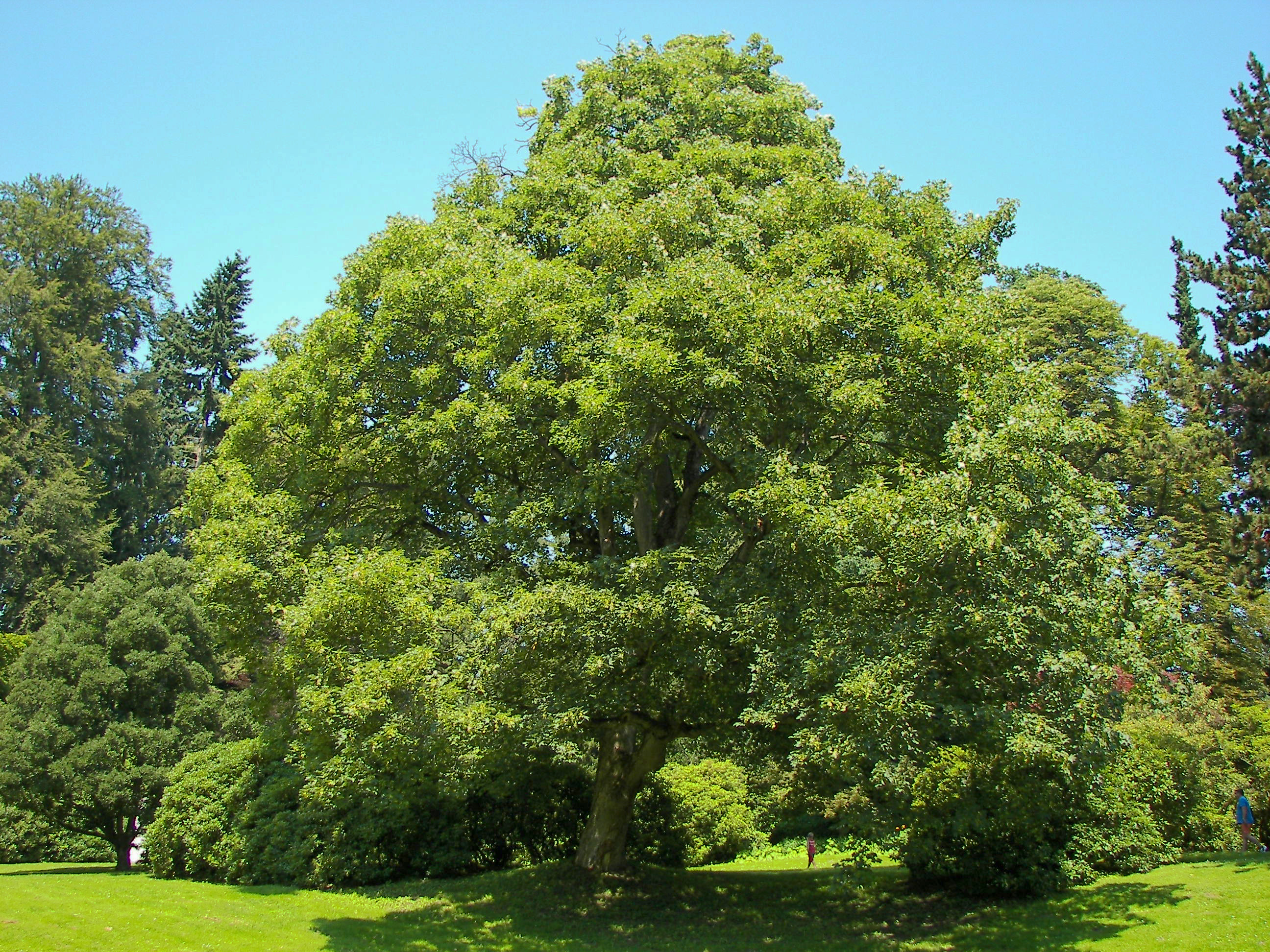
Загальний вигляд

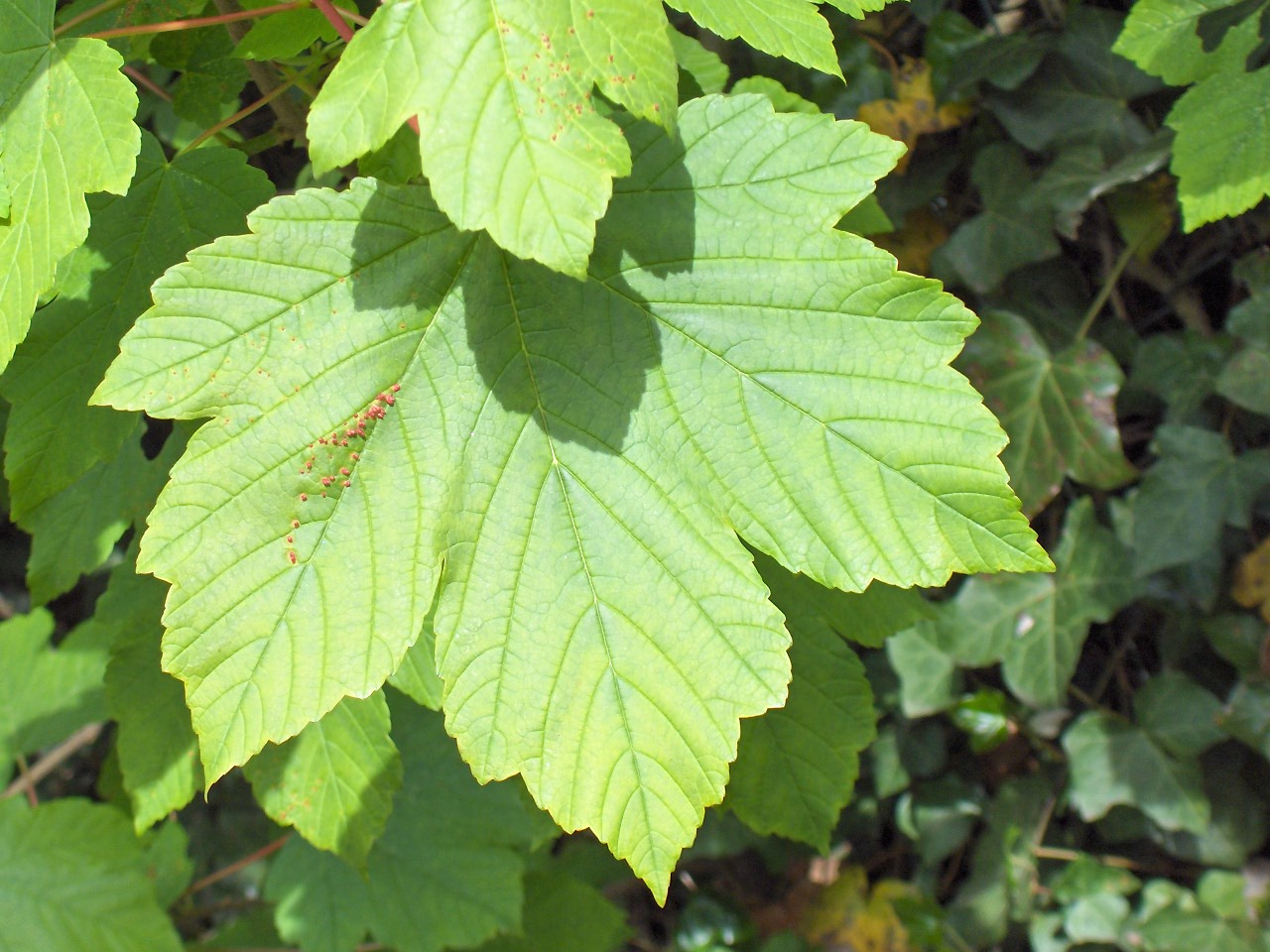
Листя

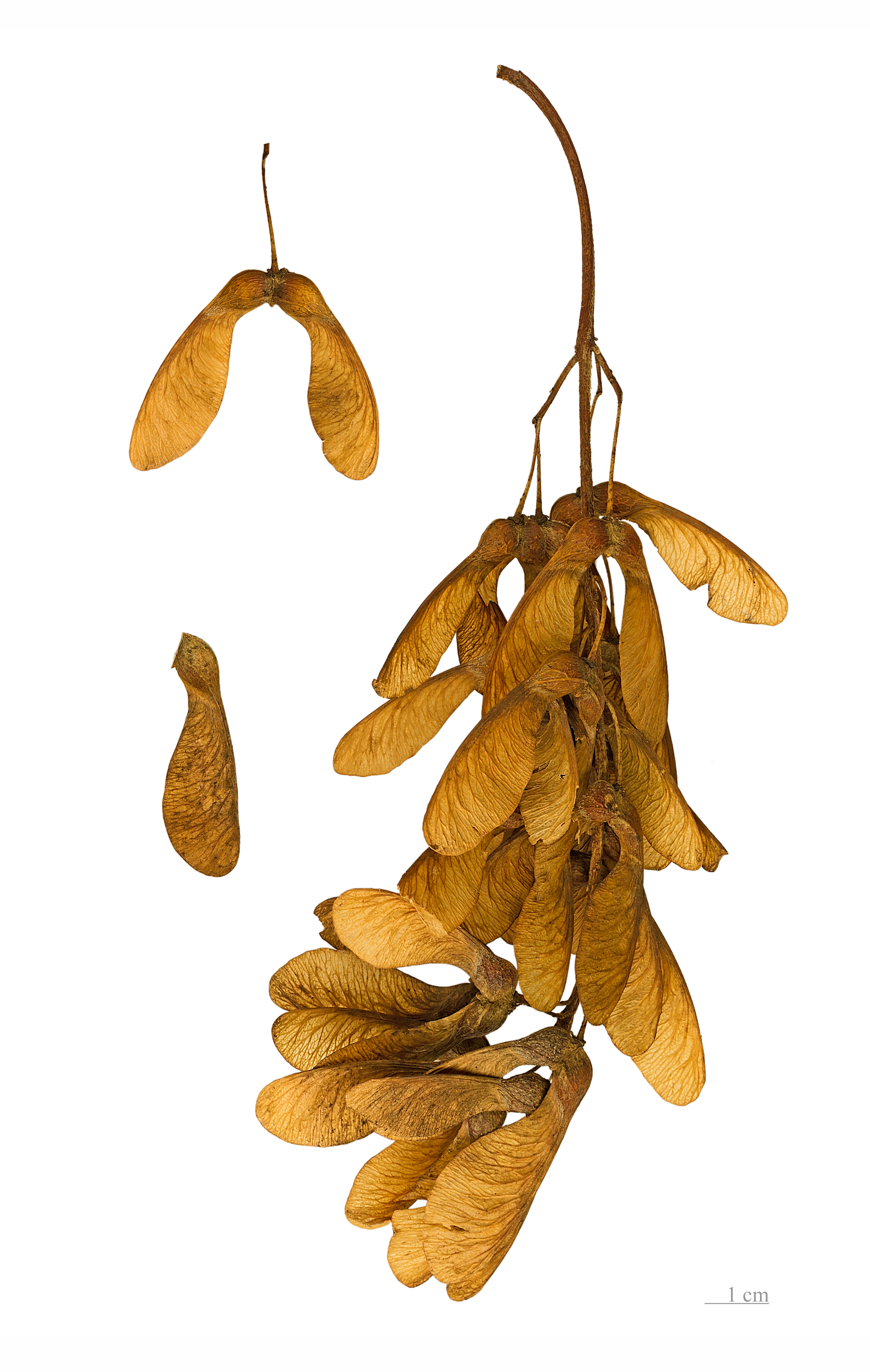
Плоди

Явір — велике листяне дерево, що досягає 20-35 метрів у висоту, з широкою куполоподібною кроною. Стовбур товщиною 90-110 см. Досягає віку 500 років.

### Кора
На молодих деревах кора гладенька і сіра, але з віком стає грубшою і відшаровуються лусочки, показуючи внутрішні шари кори від блідо-коричневого до рожевуватого кольору.
Деревина біла, важка.

### Листя
Листя супротивне, 10-25-сантиметрової довжини й ширини, з 5-15-сантиметровими черешками, з 5 прожилками, пальчато-лопатеве, з зубчастими краями, темно-зелене; деякі види мають листя пурпурового, багряного або жовтуватого відтінку.

### Квіти
Однодомні жовто-зелені квіти з'являються навесні на 10-20-сантиметровий висячих китицях, по 20-50 квіток у кожному суцвітті.
Цвітіння в травні, після того, як розвиваються листки, приблизно через 2 тижні, після цвітіння клену. Бджоли збирають із квітів нектар і пилок, хоча явір і поступається перед кленом гостролистим за кількістю нектару, але виділяє його за будь-якої погоди і бджоли збираються із нього чималий взяток.

### Насіння
5-10-міліметрові в діаметрі насінини розташовані попарно в крилатках. Крила розходяться під кутом 45-40 градусів і мають довжину до 5 см. Крильця дозволяють насінню при падінні летіти, обертаючись за вітром, це допомагає йому поширюватися на велику відстань від батьківського дерева. Насіння дозріває восени, приблизно через 6 місяців після запилення.
Плодоносить явір майже щорічно, однак багатий урожай можна спостерігати лише раз на 2 — 3 роки.

### Коренева система
Коренева система неглибока (до 1,5 м.), без стержневого кореня, компактна, розгалужена у верхньому шарі ґрунту.

## Поширення
Поширений по всій Європі, Малій Азії. В Україні найчастіше трапляється в Галичині та Закарпатті, на схід від Збруча — рідше.
Із-поміж листяних видів дерев явір є фактично деревом-піонером на гірськолісових та субальпійських висотах. Явір належить до видів дерев із широкою екологічною амплітудою та як домішка зустрічається практично на всіх висотних рівнях лісу. Але в деяких масивах Карпат явір утворює чисті насадження. У горах він часто піднімається вище за бука і досягає висоти смереки. Переважно росте в мішаних яворово-букових, яворово-буково-ялицевих тощо лісах на схилах гір (Карпати, Медобори, Гологори, Опілля, Розточчя тощо).

## Охорона

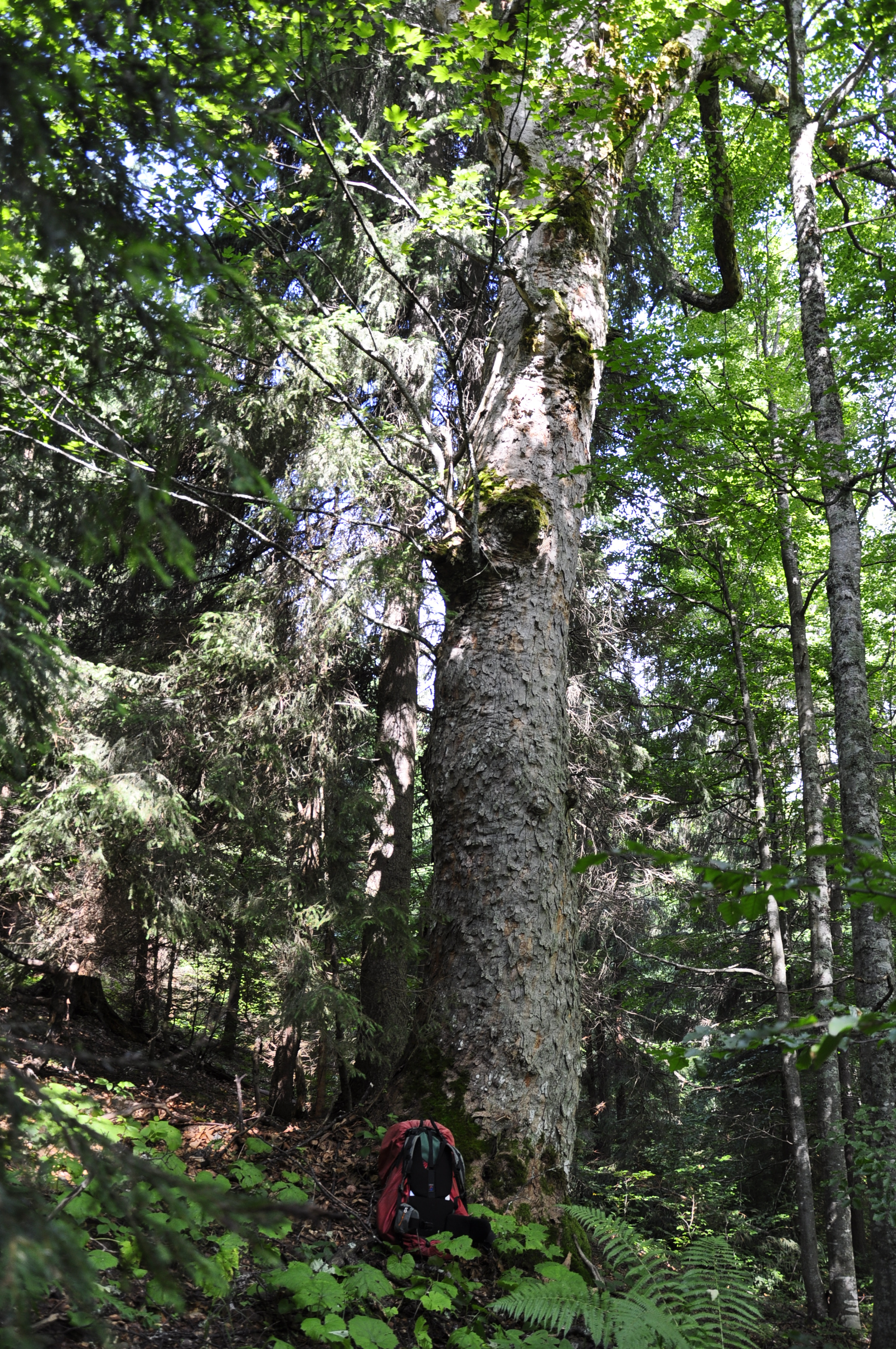
Район Дарівського хребта (Осмолодський ДЛГ, Рожнятівський р-н, Івано-Франківська обл.). Довжина окружності станом на 2012 р. 360 см

На більшій частині ареалу стан природних популяцій виду залишається більш-менш стабільним. Саме тому він, згідно Червоного списку МСОП, отримав охоронний статус «відносно благополучний вид».

### Раритетні угруповання явора
Внаслідок зведення гірських лісів та погіршення стану середовища існування окремі угруповання вільхи сірої стали рідкісними і тому занесені до Зеленої книги України, зокрема наступні рослинні формації:
- яворові ліси (Acereta pseudoplatani) з домінуванням у травостої лунарії оживаючої (Lunaria rediviva);
- яворові ліси (Acereta pseudoplatani) з домінуванням у травостої скополії карніолійської (Scopolia carniolica);
- яворові ліси (Acereta pseudoplatani) з домінуванням у травостої цибулі ведмежої (Allium ursinum).

Яворові ліси з домінуванням у травостої лунарії оживаючої
Формація представлена асоціаціями: 1) буково-голов'язово-яворовий ліс лунарієвий; 2) буково-яворовий ліс лунарієвий; 3) голов’язово-звичайноясенево-яворовий ліс лунарієвий; 4) яворовий ліс лунарієвий. Категорія охорони 2 (рідкісний тип асоційованості домінанта деревостану з домінантом травостою — лунарії оживаючої  — реліктового виду, занесеного до Червоної книги України).  Статус охорони: угруповання перебувають під загрозою зникнення (характеризуються різким скороченням ареалів і можуть зникнути, якщо продовжиться дія антропогенних чинників, що негативно впливають на їх стан). Угруповання охороняються в Ужанському національному природному парку та національних природних парках «Вижницький», «Сколівські Бескиди» та «Подільські Товтри».
Яворові ліси з домінуванням у травостої скополії карніолійської
Формація представлена асоціаціями: 1) буково-яворовий ліс скополієвий; 2) яворовий ліс скополієвий. Категорія охорони 2 (рідкісний тип асоційованості домінанта деревостану з домінантом травостою — скополією карніолійською — реліктовим видом, занесеним до Червоної книги України). Статус охорони: рідкісні угруповання (характеризуються низьким ступенем трапляння і займають незначні площі). Угруповання охороняються в національному природному парку «Сколівські Бескиди», ботанічній пам'ятці природи «Урочище Осій» (Івано-Франківська область).
Яворові ліси з домінуванням у травостої цибулі ведмежої
Формація представлена асоціаціями: 1) буково-яворовий ліс ведмежоцибулевий; 2) яворовий ліс ведмежоцибулевий. Категорія охорони 2 (звичайний тип асоційованості домінанта головного ярусу з домінантом травостою — цибулі ведмежої — реліктового виду, занесеного до Червоної книги України). Статус охорони: угруповання перебувають під загрозою зникнення (характеризуються різким скороченням ареалів і можуть зникнути, якщо продовжиться дія антропогенних чинників, що негативно впливають на їх стан). Угруповання охороняються в Ужанському національному природному парку та національному природному парку «Сколівські Бескиди». 

## Практичне значення

### У промисловості
Явір використовують як джерело білої з шовковистим блиском деревини, стійкої до несприятливих умов, яка використовується для виготовлення музичних інструментів (завдяки однорідності деревини, звук у ній поширюється з однаковою швидкістю як впоперек, так і вздовж волокон), меблів та фурнітури, підлоги, у тому числі паркету.
Це традиційний матеріал для виготовлення нижньої деки, шийки і завитки грифа скрипки.
Можна зустріти поодинокі явори із деревиною шовкоподібного блиску та хвилястою структурою. Вона має особливу цінність для декоративного облицювання і позначається у мові торгівлі під назвою «клен пташине око». Насіння таких кленів використовують для подальшого вирощування цієї рідкісної форми.

### У господарстві
Явір — хороший медонос. Квіти виробляють вдосталь нектару, з якого бджоли роблять ароматний, з м'яким смаком, блідого кольору мед.

### У медицині
Явір має цілющий сік, який містить цукор. Свіжий сік прозорий, а з часом набуває коричневого кольору.
У медицині використовують молоде листя явора і гілки як жовчогінний, антисептичний, болезаспокійливий і протизапальний засіб. Сік п'ють при болях у попереку, подрібнене молоде листя добре гоїть гнійні рани.

## Явір у літературі та фольклорі

### У міфології
Явір у міфах слов'ян виступає як одне із першодерев (в інших міфах — дуб, груша, яблуня, береза та інші).

### У фольклорі
Явір часто фіґурує у різноманітних українських піснях, казках, леґендах.
Явір є символом чоловіка взагалі і молодого парубка зокрема.
Стояння явора над водою, схиляння його, так само як інших дерев, є символом журби, суму.
Явір — символ безсмертя. Тому явір садили на могилах.
Місце під явором зелененьким є звичайним місцем кохання і його наслідку — страти віночка, тобто дівочої цноти.
З іменем явора злучена згадка про кохання, прихильність, особливо ж коли явір є зелененьким.
Тесання яворів є символом пліток, брехні (така символізація властива взагалі паданню, літанню трісок від рубаного дерева: «в лісі дрова рубають, а до села тріски падають»).
Яворина (кущ) символізує дівчину- сиротину, і рубання її, як і рубання калини, ліщини, символізує одруження.

### У літературі
Багато українських поетів та письменників використовували образ явора у своїх творах:
| Посадили над козаком явір та ялину | (Тарас Шевченко);

## Галерея

### Загальна

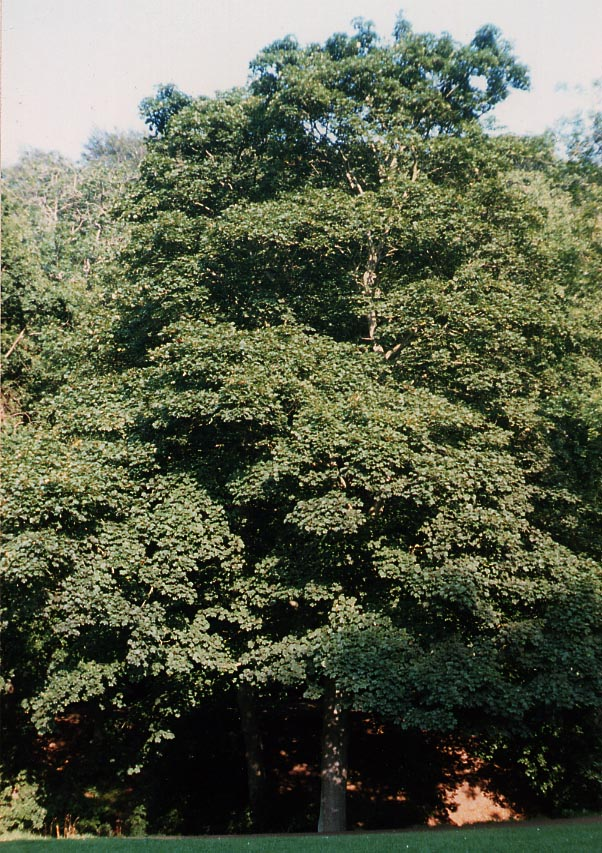
Типове дерево
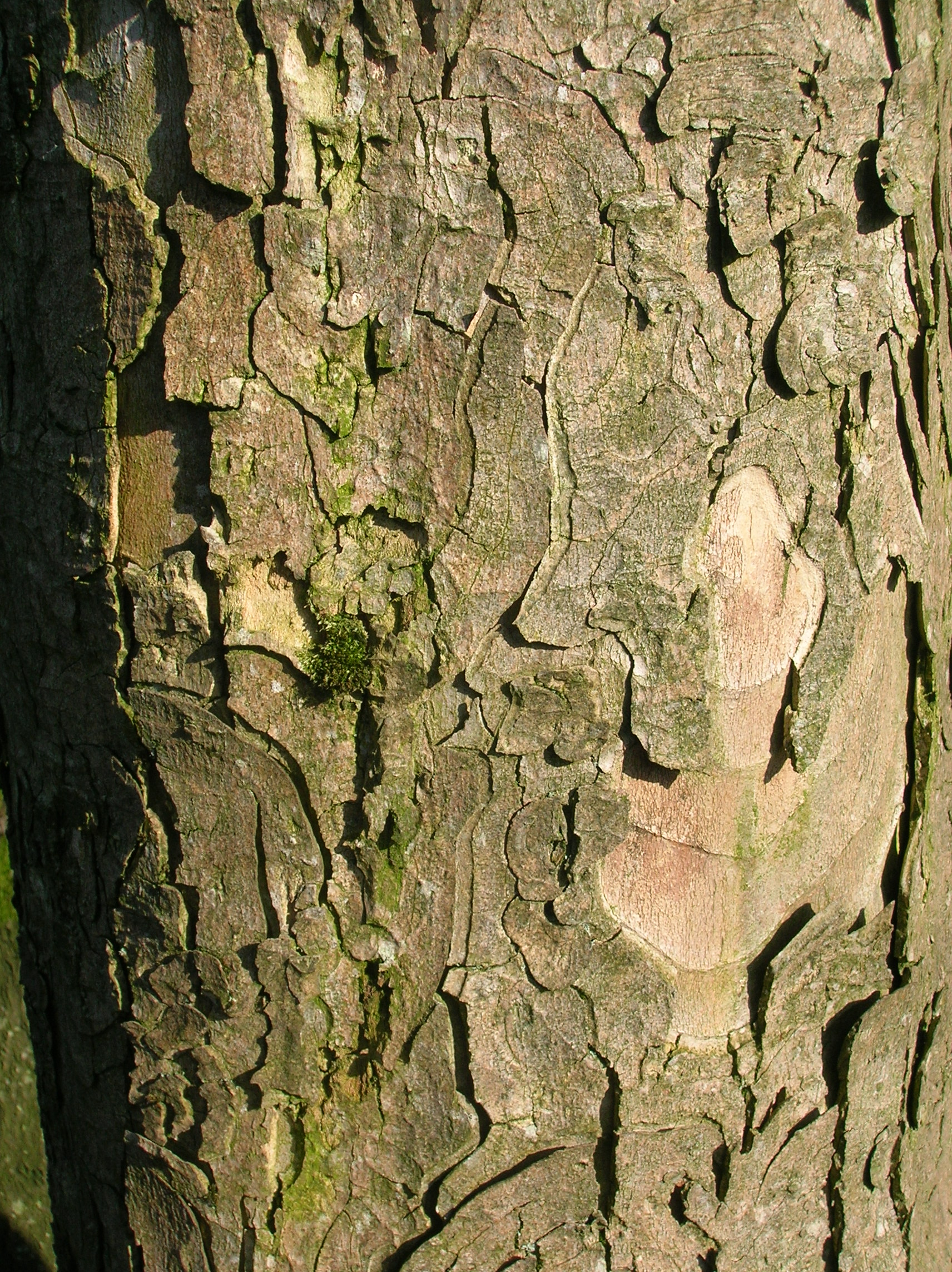
Кора старого дерева
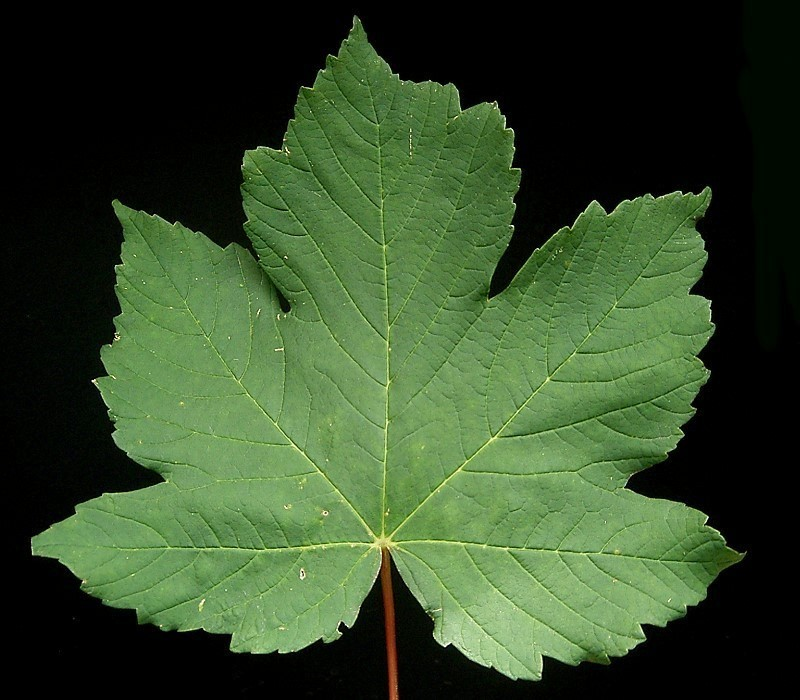
Листя
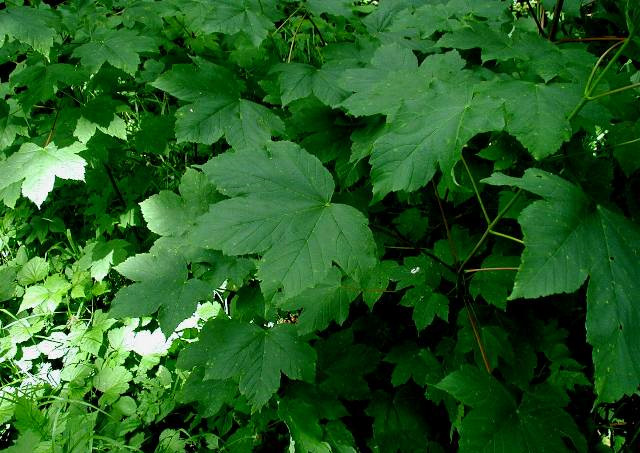
Листя
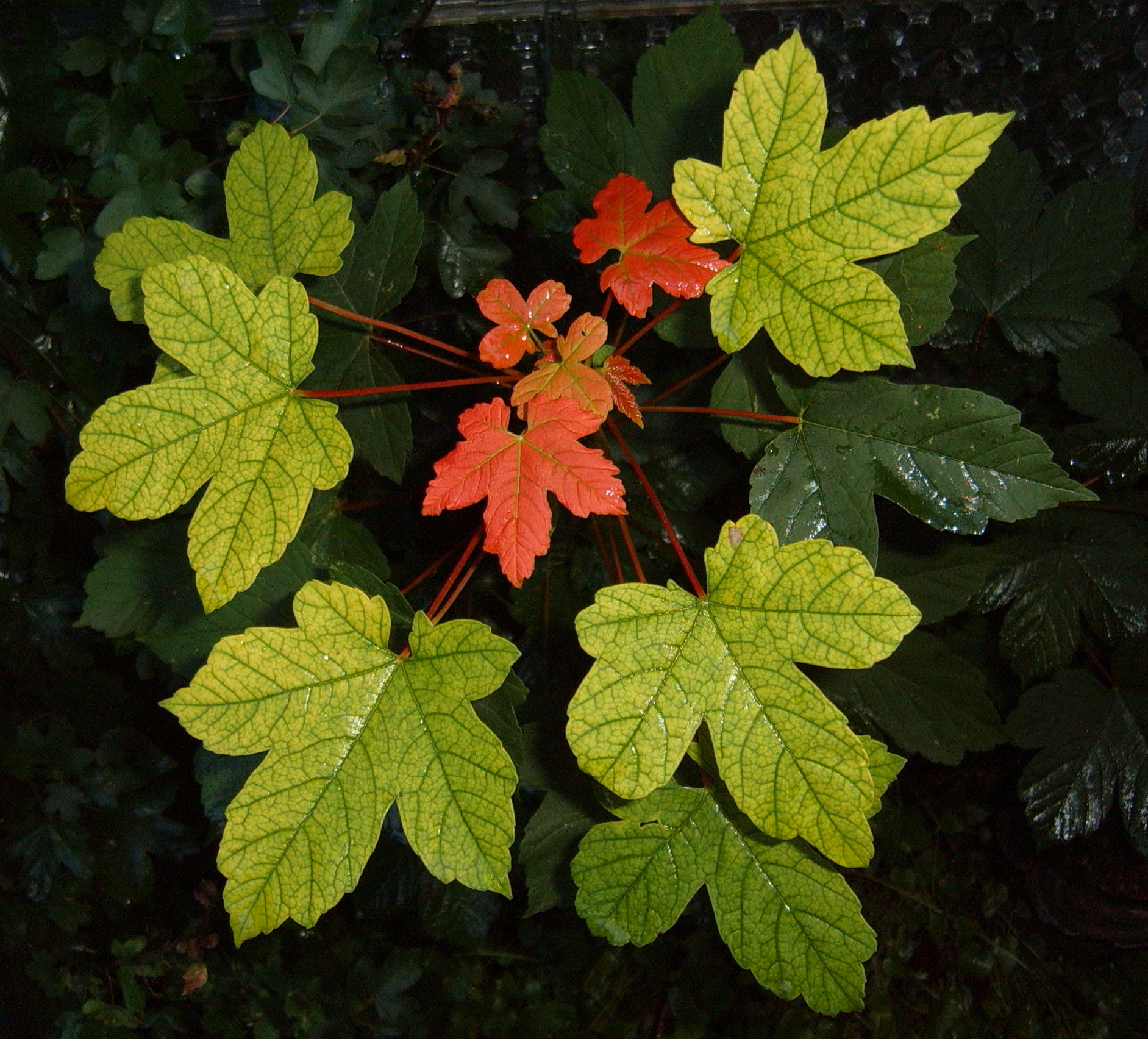
Листя восени
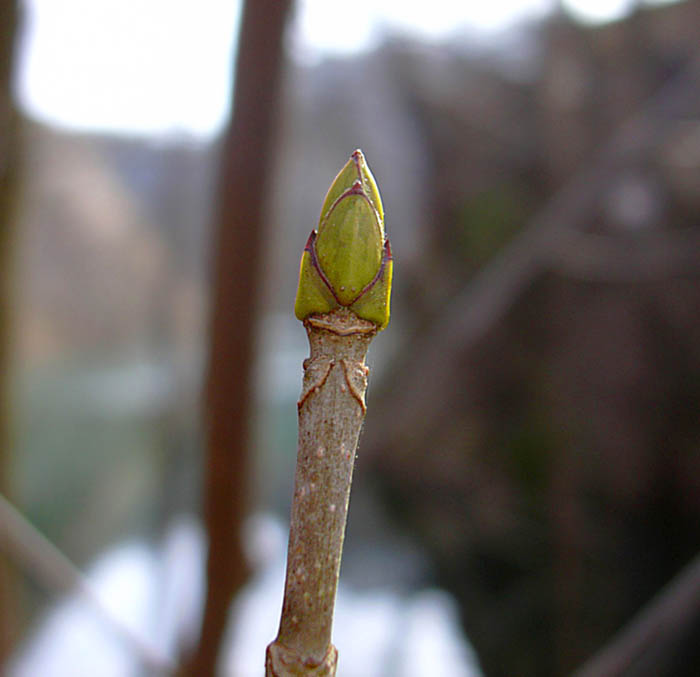
Брунька
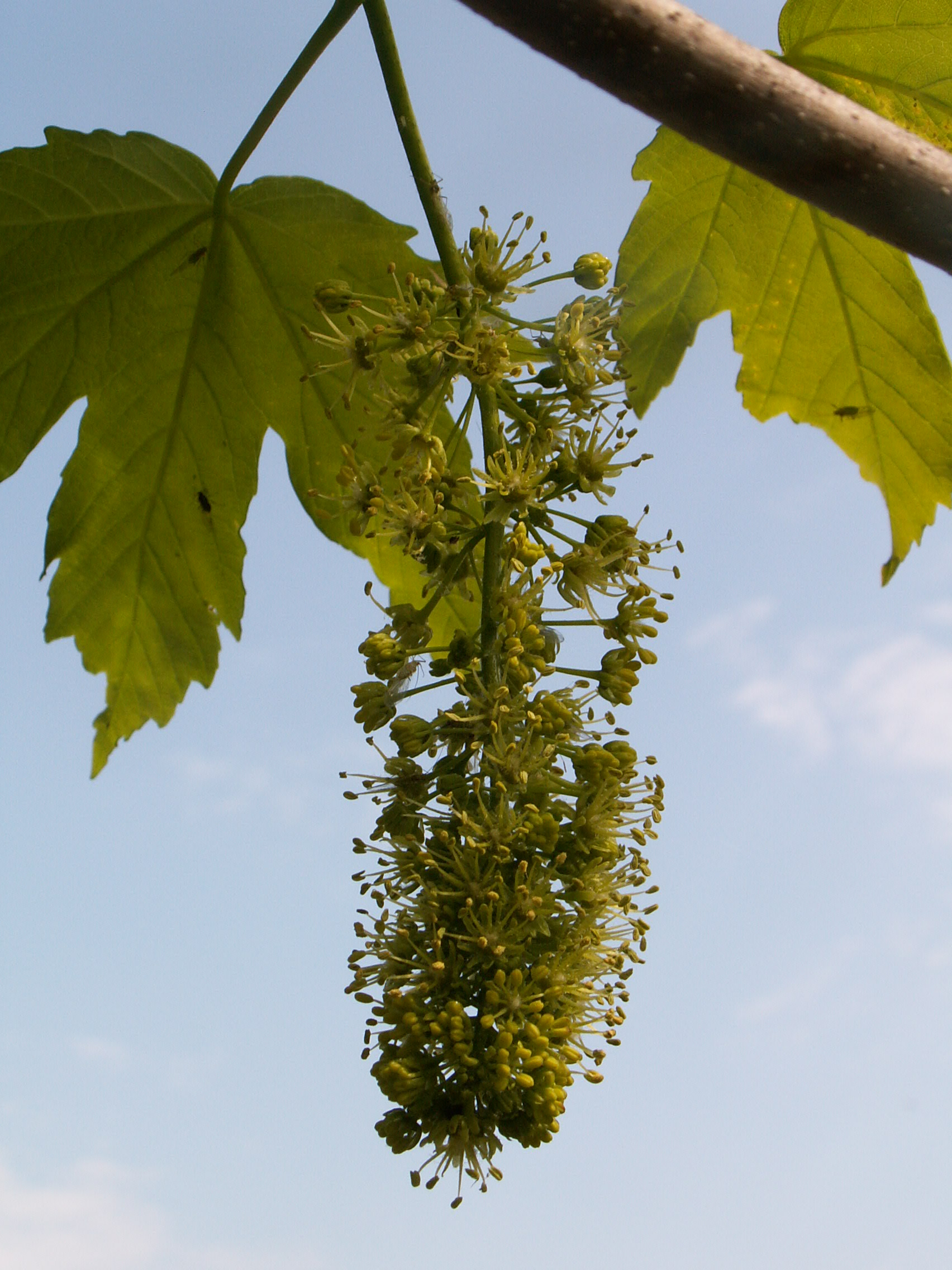
Суцвіття
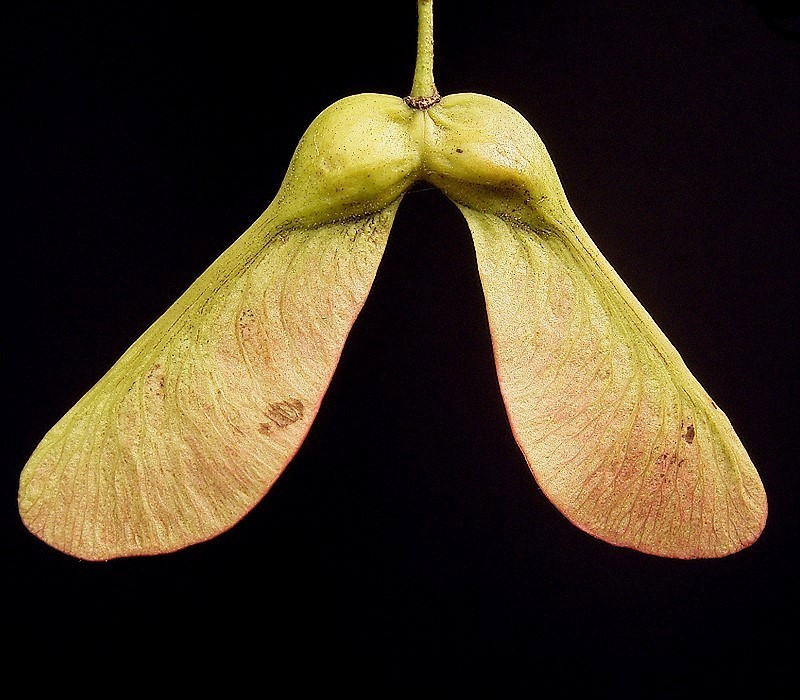
Пара крилаток (плоди)
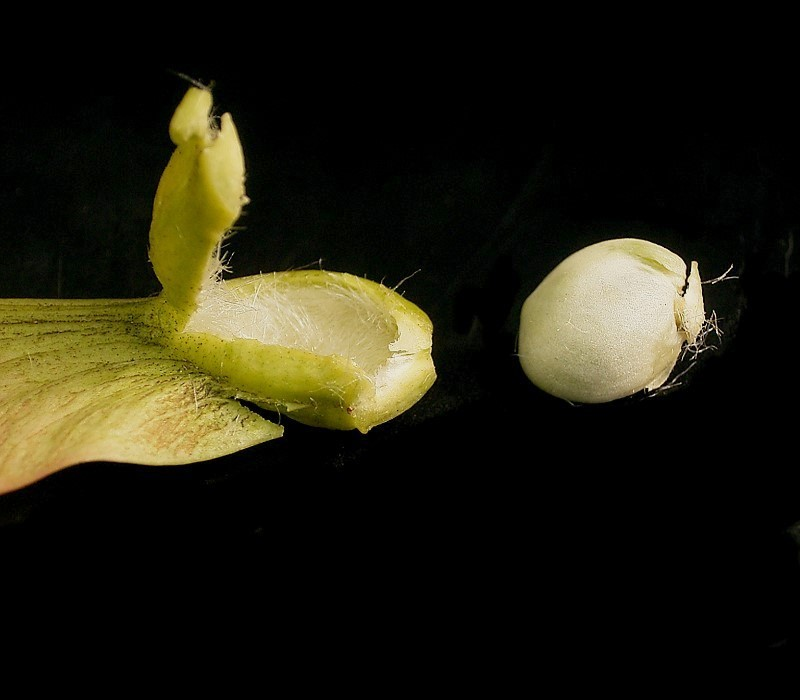
Насіння в крилатці

### Стадії росту листків із бруньки

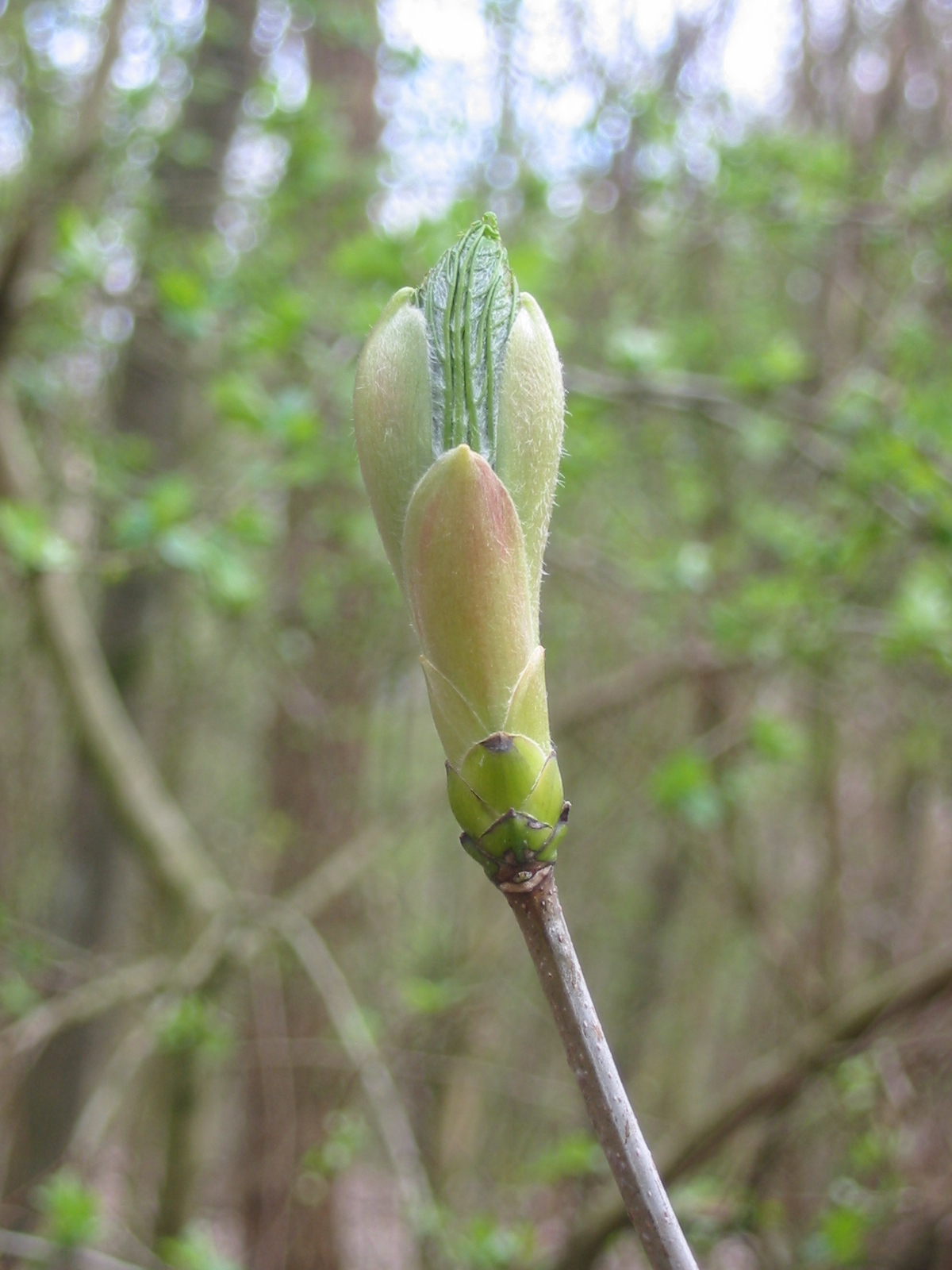
1
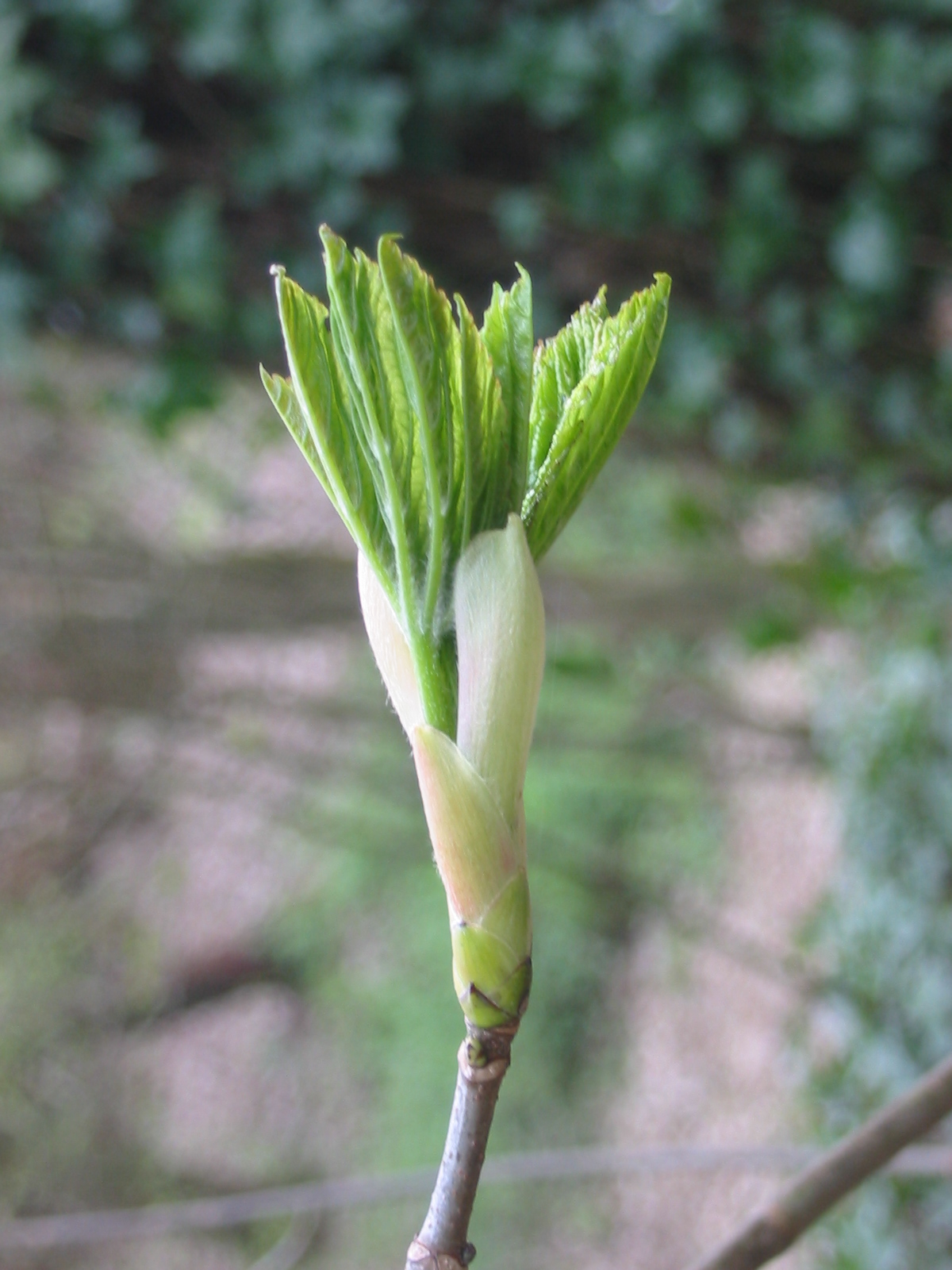
2
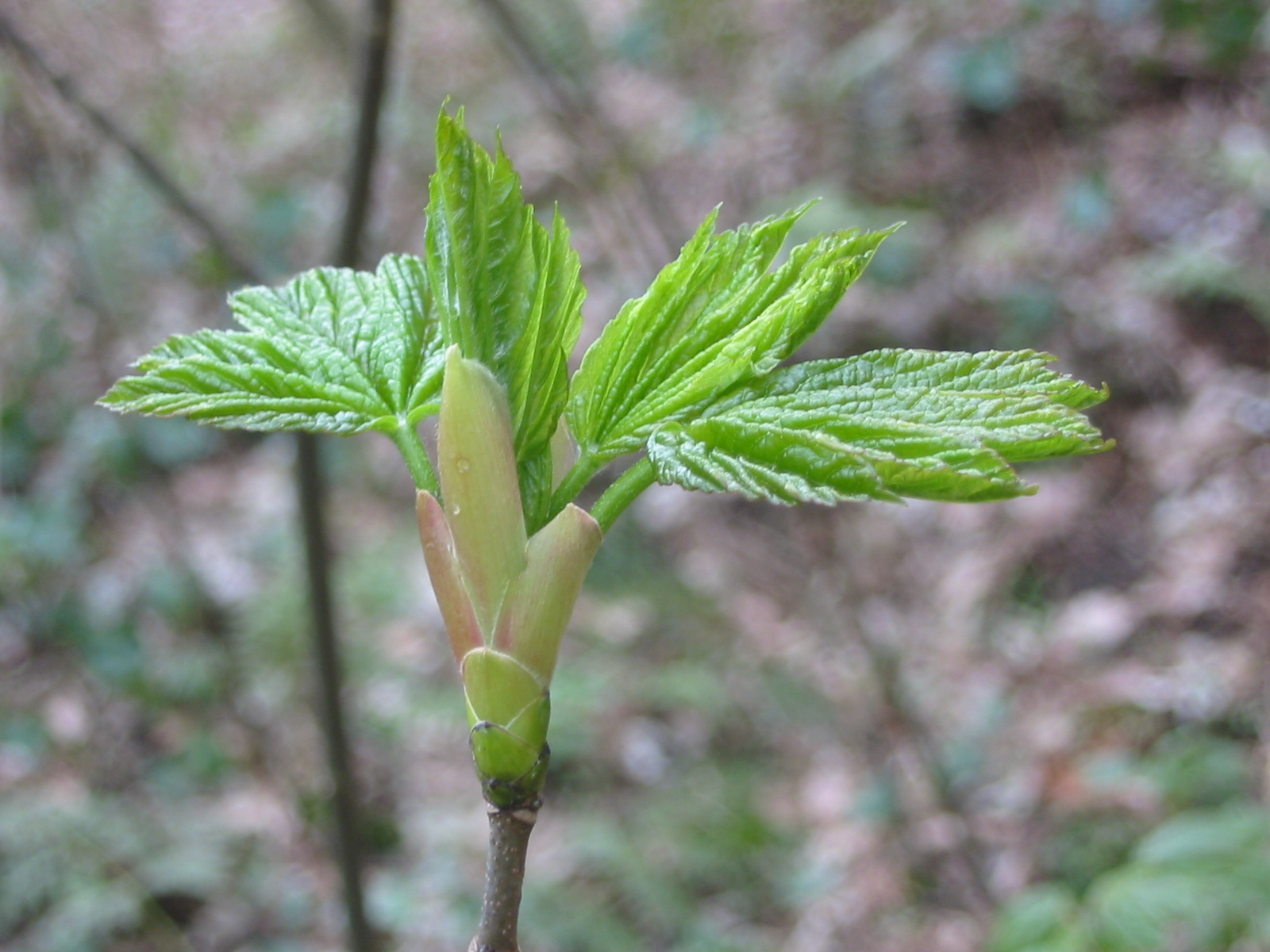
3
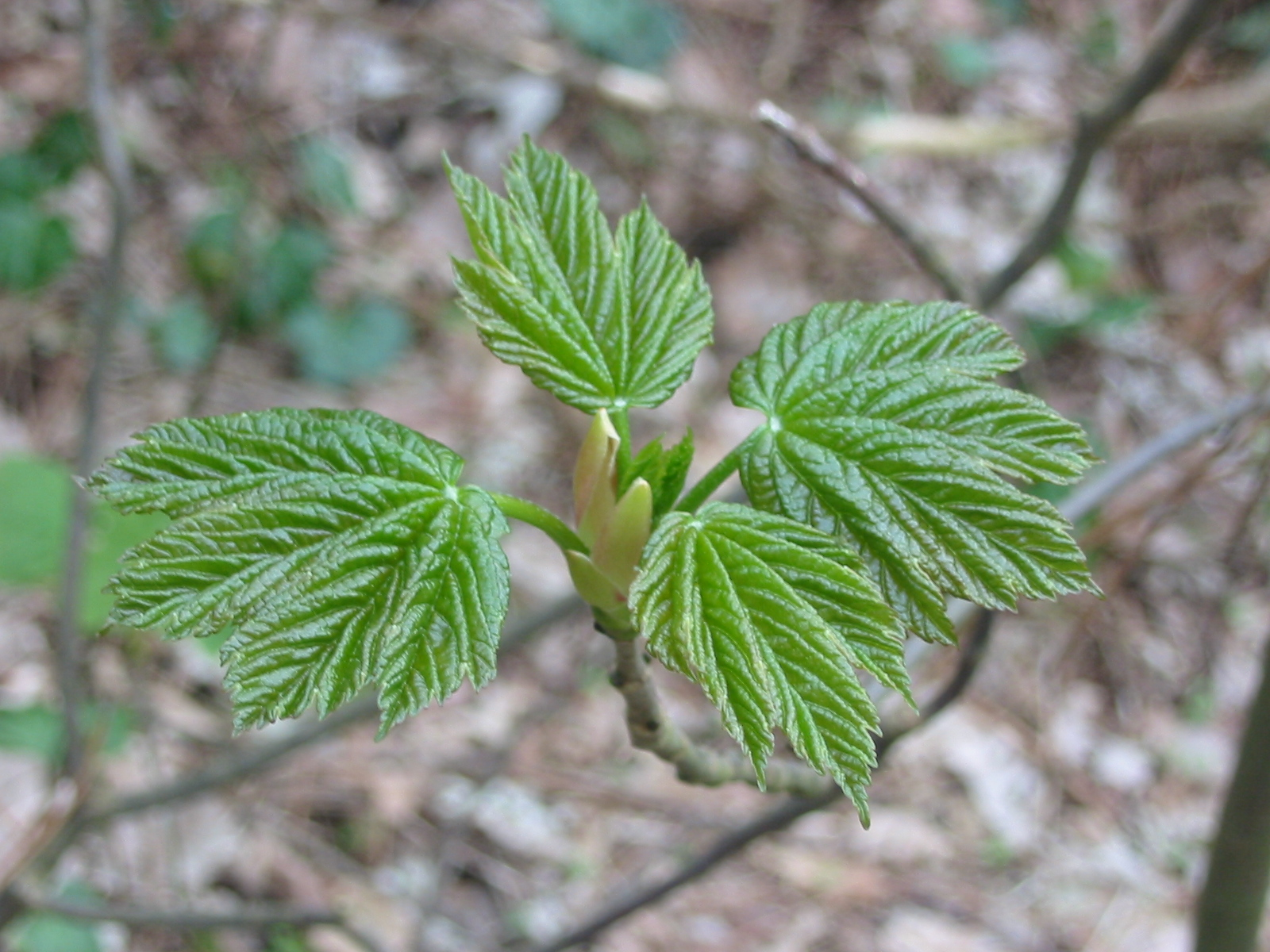
4